# Oligodon unicolor
Oligodon unicolor är en ormart som beskrevs av Kopstein 1926. Oligodon unicolor ingår i släktet Oligodon och familjen snokar. Inga underarter finns listade i Catalogue of Life.
Denna orm förekommer på Tanimbaröarna som tillhör Indonesien. Habitatet utgörs av lövfällande skogar. Honor lägger antagligen ägg.
För beståndet är inga hot kända. IUCN kategoriserar arten globalt som livskraftig.